# Mewstone
Mewstone è un'isola disabitata situata al largo della costa meridionale della Tasmania (Australia) nel mar di Tasman. L'isola appartiene alla municipalità di Huon Valley, una delle Local government area della Tasmania e si trova all'interno del Southwest National Park che a sua volta fa parte della Tasmanian Wilderness World Heritage Area.

## Geografia
Mewstone è composta di granito muscovite, ha ripide scogliere e una sommità piatta. L'isola si trova al largo, a sud delle Maatsuyker Islands. Dista 12 km da Maatsuyker Island e 22 km dalla costa della Tasmania. Ha un'area di 0,13 km² e ha un'altezza di circa 150 m.

### Fauna

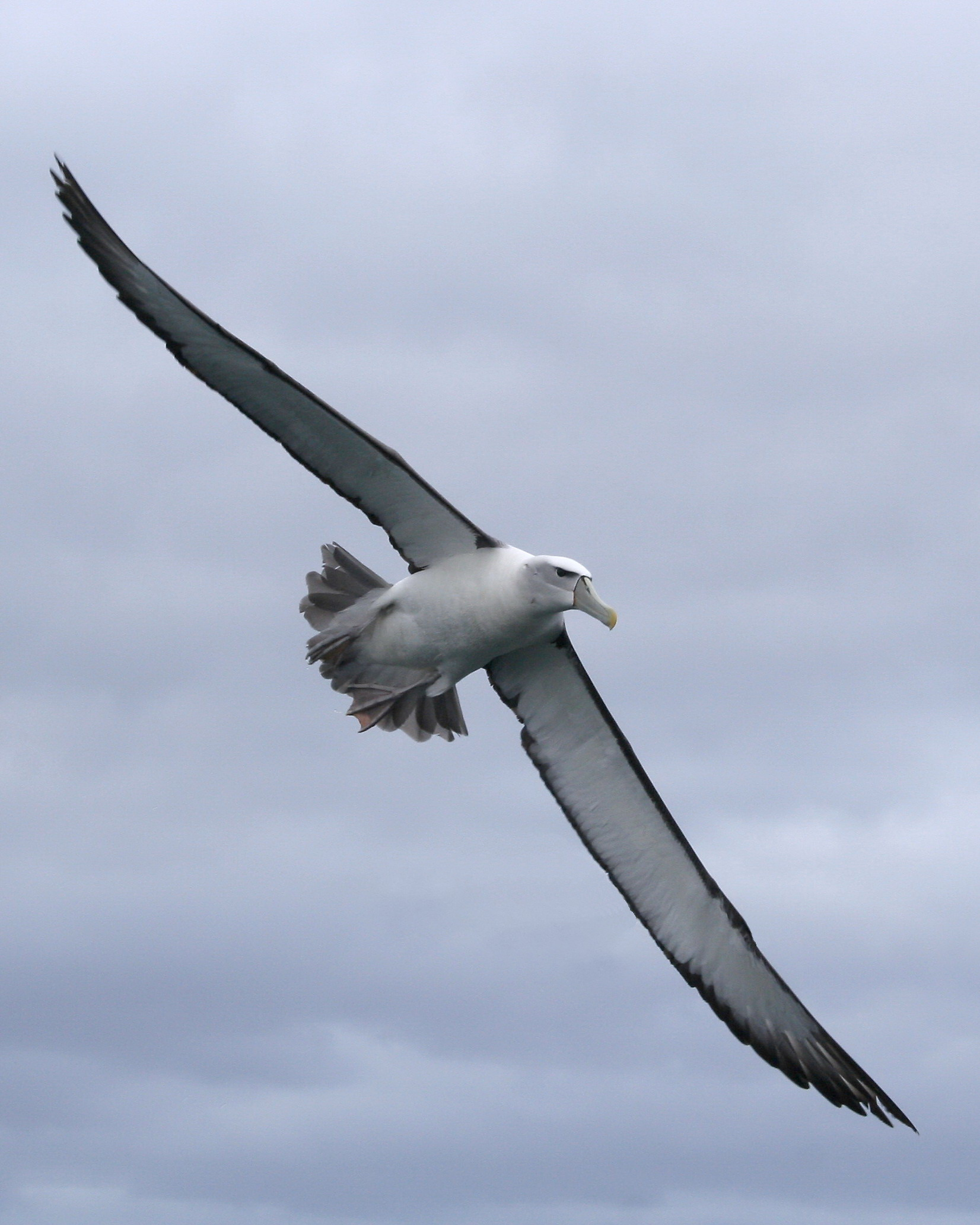
L'albatro cauto che nidifica sull'isola.

L'isola è stata identificata come Important Bird Area poiché sostiene oltre l'1% della popolazione mondiale di albatro cauto (7 500 coppie) e di prione fatato (20 000 coppie). Ci sono solo tre località di nidificazione di albatro cauto nel mondo, tutte in Tasmania: su Mewstone, su Pedra Branca e su Albatross Island nello stretto di Bass. C'è inoltre il gabbiano australiano e il cormorano faccianera.
L'otaria orsina del Capo usa fermarsi sugli scogli dell'isola. Tra i rettili si segnala: il Niveoscincus pretiosus.

## Toponimo
Nel 1642 fu descritta da Abel Tasman. Nel 1773 fu nominata da Tobias Furneaux durante il secondo viaggio di James Cook a bordo della HMS Adventure. È probabile che Mewstone abbia preso il nome da Great Mewstone, un'isola circa 8 chilometri a sud-sud-est di Plymouth, nel Regno Unito, città natale di Furneaux. Great Mewstone prende il nome dall'antico termine inglese che indica il gabbiano reale: mew. 